# Douniacha, il y a longtemps…
 (mars 2025).
Si vous disposez d'ouvrages ou d'articles de référence ou si vous connaissez des sites web de qualité traitant du thème abordé ici, merci de compléter l'article en donnant les références utiles à sa vérifiabilité et en les liant à la section « Notes et références ».
Douniacha, il y a longtemps... est le sixième tome de la série de bande dessinée d'aventure Jonathan, sorti en 1980.
À chaque album de la série est associée une liste de musiques d'ambiance. Pour ce tome : Keith Jarrett : Arbour Zena.

## Personnages
- Jonathan
- Drolma
- Elizabeth Tseng Kouo-fan : vieille femme. Elle est issue d'une riche famille chinoise de Lhassa. Sa mère était habituée aux produits de luxe exportés d'Angleterre, notamment les produits de beauté "Elizabeth Arden" qu'elle admirait.
- Anton Vassilievitch Karamazov : russe. Il a un grand-père tibétain, de Shigatse, qu'il n'a jamais connu. Il en a entendu parler par sa grand-mère Douniacha.
- Douniacha : grand-mère d'Anton. Fille unique du plus riche marchand de Stalingrad, elle suit avec lui une caravane jusqu'en Chine. Au voyage de retour, ils s'arrêtent dans un petit village tibétain et elle tombe amoureuse d'un jeune moine. Mais son père a d'autres projets pour elle, un riche parti l'attend en Russie. Elle doit rentrer et se marier. Quelques mois après, elle met au monde un petit garçon au teint cuivré, le père d'Anton.

## Résumé
Jonathan et Drolma parcourent une région éloignée du Tibet, proche de la frontière chinoise. Un rêve de Drolma les pousse vers un petit village du Sinkiang en territoire chinois. Dans une maison isolée, ils découvrent ce que Drolma avait rêvé : un occidental, malade. L'avion qui le ramenait en Russie est tombé en panne, il a dû sauter en parachute. Il a été trouvé dans la montagne et soigné par une vieille chinoise, Elizabeth.
Les soldats fouillent les maisons du village, Jonathan, Drolma et le russe fuient en cyclo-pousse. Anton reprend des forces, il fait souvent ce même rêve terrifiant, un moine, son grand-père, vient le chercher, la mort l'appelle. Le petit groupe est surpris par une patrouille chinoise. Une balle dans la jambe, Jonathan est capturé et emprisonné. Lors de son transfert en camion, alors que les chauffeurs sont descendus reconnaître l'état de la route, le camion démarre seul et emporte Jonathan.
Le trio se reforme. Anton parle de son rêve. En voyant le désespoir de Drolma après l'arrestation de Jonathan, il n'a plus eu peur, il a compris que cet homme venait en fait le sauver. Drolma aussi se souvient d'avoir vu en rêve un moine, portant un parapluie, qui venait lui montrer le chemin. Alors le camion, c'était lui ?